# Rio São Jerônimo
Der Rio São Jerônimo ist ein etwa 71 km langer rechter Nebenfluss des Rio Tibaji im Norden des brasilianischen Bundesstaats Paraná.

## Geografie

### Lage
Das Einzugsgebiet des Rio São Jerônimo befindet sich auf dem Segundo Planalto Paranaense (Zweite oder Ponta-Grossa-Hochebene von Paraná).

### Verlauf
Sein Quellgebiet liegt im Munizip São Jerônimo da Serra auf 713 m Meereshöhe etwa 6 km östlich der Ortschaft Bairro Caratuva und der PR-090 (Estrada do Cerne).
Der Fluss verläuft überwiegend in nordwestlicher Richtung. Etwa 11 km unterhalb seines Ursprungs mündet kurz vor der Straßenbrücke der PR-090 von rechts der Ribeirão do Tigre. Ab hier markiert er für die nächsten 20 km die Grenze zu Nova Santa Bárbara. Danach fließt er für 21 km auf der Grenze zu Santa Cecília do Pavão, an seinem linken, südwestlichen Ufer erstreckt sich immer noch das Munizipgebiet von São Jerônimo da Serra. Mit seinem 19 km langen Unterlauf trennt er bis zur Mündung in den Rio Tibaji die Munizipien Assaí und São Jerônimo da Serra. Er mündet auf 409 m Höhe. Er ist etwa 71 km lang.

### Wasserfälle
Etwa 8 km unterhalb seines Ursprungs bildet der Fluss den Salto do Caratuva. Dieser liegt 11 km nördlich der Stadt São Jerônimo da Serra.
In seinem Unterlauf bildet er 15 km vor seiner Mündung nochmals einen Wasserfall, die Cachoeira do Rio São Jerônimo.

### Munizipien im Einzugsgebiet
Am Rio São Jerônimo liegen die vier Munizipien São Jerônimo da Serra, Nova Santa Bárbara, Santa Cecília do Pavão und Assaí.